# Литва (Молодечненский район)
Литва (бел. Літва́) — деревня в Молодечненском районе Минской области Беларуси. Входит в состав Полочанского сельсовета.

## Расположение
Деревня Литва находится на автодороге Молодечно — Воложин. Ближайшие населенные пункты — Полочаны и Березинское. Расстояние до Полочан около 3 км, до Березинского — 3 км, до Молодечно — 17 км, до Воложина — 18 км.
Хаты в деревне расположены по обе стороны дороги Молодечно — Воложин в один ряд. Протяженность деревни более 2 км. Расположена деревня на берегу болота поймы реки Березина (Неманская). Территория деревни пересекается 4 логами. 

### Железнодорожный транспорт
Вдоль северной окраины деревни проходит двухколейная железнодорожная ветвь Молодечно — Лида. До 1941 года железная дорога была одноколейной. Вторая колея строилась немцами в 1941—1942 годах для переброски войск и техники. Поезд Молодечно — Лида сначала не останавливался в деревне Литва. В 1990-х годах в деревне Литва была построена остановка поезда.
Вдоль южной окраины деревни находится узкоколейная железнодорожная станция. Эта станция (перегрузка) была построена в 1959—1960 годах для перегрузки сначала торфокрошки, а потом торфобрикетов с завода (построен в 1959 году), построенного между деревней и пос. Березинское, прямо напротив д.Застенок, что под д. Литвой, фактически на её окраине, что со стороны Березинского (Городилово).

## Этимология
Название деревни Литва и расположенной рядом деревни Полочаны, предположительно, связано с тем, что в старину здесь проходила граница между Великим княжеством Литовским и Полоцким княжеством.

## Археологические находки
В начале 1990-х годов на окраине деревни Литва был найден клад монет и пояс, предположительно принадлежавший великому князю литовскому Витовту.

## Торфоразработки
Торфокрошку добывали на болоте в пойме реки Березина (Неманская) от Городилово (Березинское) и до Полочан и далее. Добывали её специальными торфо-крошко уборочными машинами в курганы. С этих курганов её грузили в вагоны узкоколейки, сеть которой была устроена по всей территории болота. Торфоразработки велись до полного исчерпания торфяного слоя.(1978 год). По данным на 2012 год на месте этих торфоразработок теперь озёра и ямы. Часть площадей окультурена и на них ведется сельскохозяйственное производство.

## Известные уроженцы и жители
В деревне родился художник Константин Хорошевич.